# جورب نسائي
الجوارب النسائية، وبالعامية كلسة (جمع: كلسات)، هي نوع من النسيج الذي يغطي الساق، وعادة مصنوعة من البلاستيك وتمتد من الركبة إلى القدمين تستخدم الجورب للحفاظ على الأقدام وتدفئتها وتستخدم أيضا الجوارب الشفافة للزينة عند النساء. ارتداء الجوارب له تاريخ طويل للعودة إلى الوراء عدة قرون، عندما كانت مستهلكه من قبل الرجال أما اليوم فهيا تستعمل من قبل النساء والفتيات، وكذلك الرضع وصغار الأطفال.
تصنع الجوارب بمكائن حياكة خاصة وتستخدم خامات مختلفة في صناعتها فهناك جوارب من الصوف أو القطن أو المطاط مع البوليستر أو الحرير، أفضل أنواع خامات الجوارب هي الصوفية والقطنية حيث أن هذا النوع من الجوارب مهم في معالجة موضوع التعرق ومكافحة التعفن.
لا يهم أن كان الجورب هو للقدم اليمنى أو للقدم اليسرى، ولكن يفضل عدم التبديل بين الجورب للقدمين لأسباب صحية.

## التأصيل
كلمة كلسة العامية من calza أو calze الإيطالية.

## معرض صور

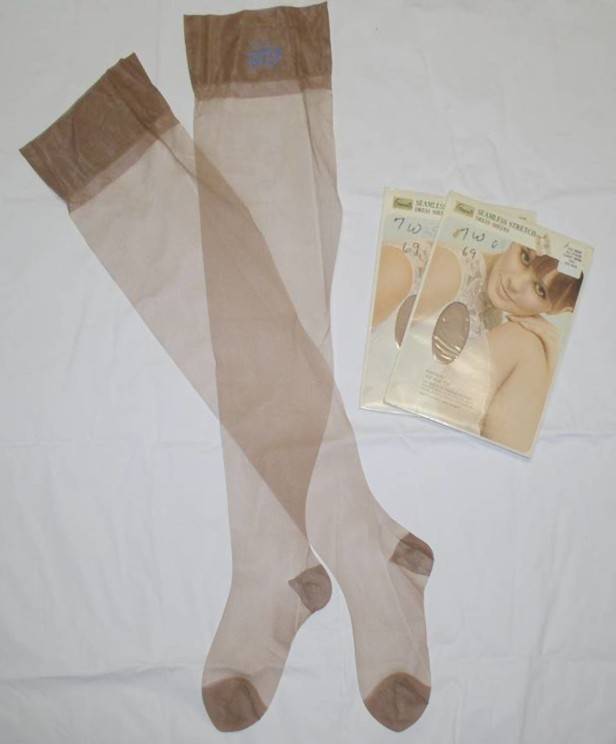
زوج من الجوارب النسائية مصنوع من النايلون.
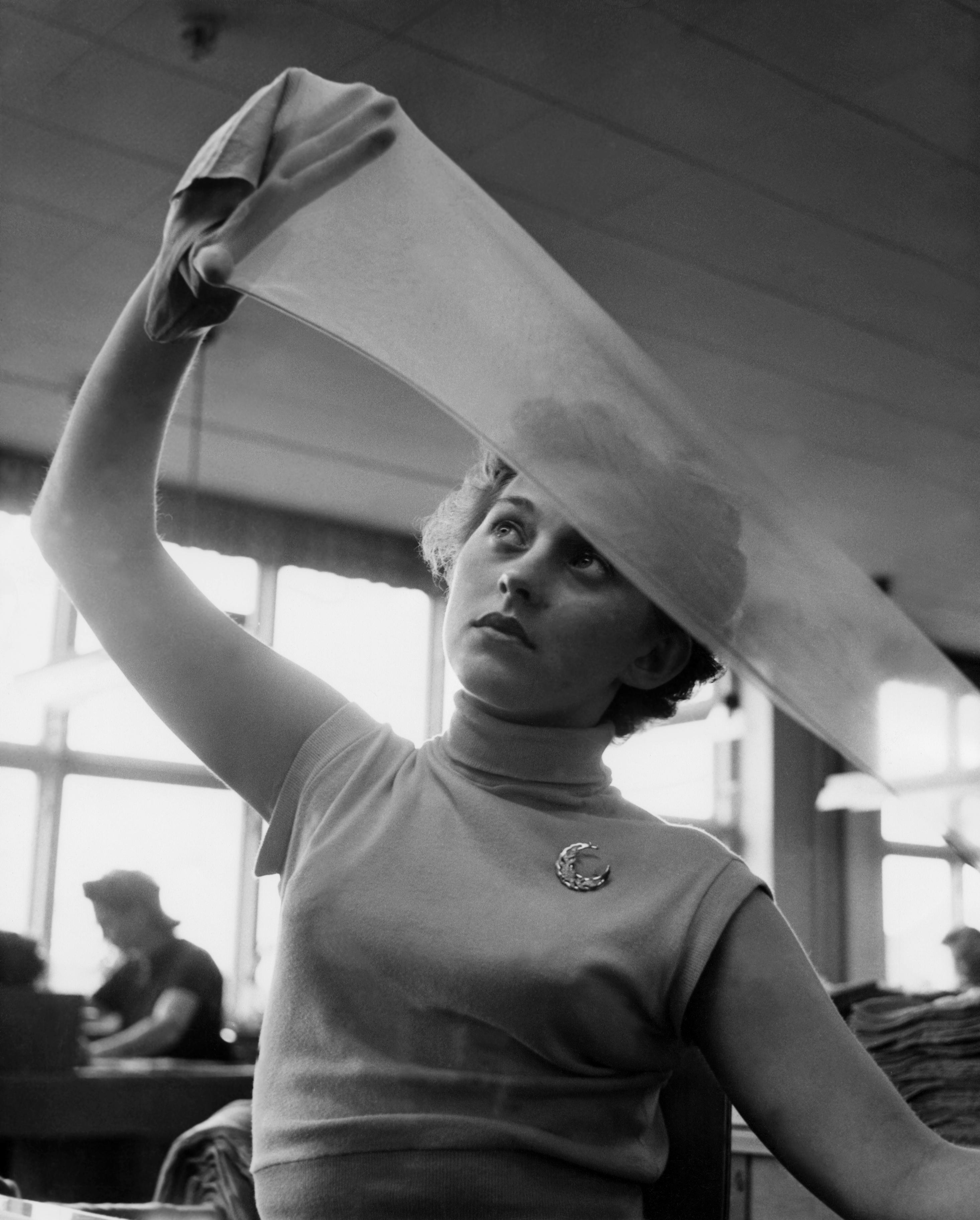
جورب نسائي 1954.